# Mezinárodní agentura pro obnovitelnou energii
Mezinárodní agentura pro obnovitelnou energii (anglicky International Renewable Energy Agency, IRENA) je mezinárodní mezivládní organizace, jejímž hlavním posláním je podporovat využívání obnovitelných energetických zdrojů, financovat vývoj nových technologií a jejich šíření i do rozvojových zemí, poskytování poradenství a školení v oblasti obnovitelné energie. Sídlo agentury je v Masdar City v Abú Zabí. Generálním ředitelem je Francesco La Camera. IRENA je oficiálním pozorovatelem OSN.

## Historie
Zřízení IRENA navrhlo v březnu 2008 Německo a v dubnu se na přípravné konferencí v Berlíně signatáři statutu IRENA stalo prvních 75 států. Do konce listopadu 2009 statut agentury podepsalo už 137 států a Evropská unie, osm států ho ratifikovalo.

## Účast České republiky
Členství České republiky v agentuře IRENA v listopadu 2009 odsouhlasila vláda, ale musí ho ještě ratifikovat parlament a podepsat prezident republiky. Za Českou republiku 6. ledna 2010 v Berlíně statut podepsal český velvyslanec v Německu Rudolf Jindrák. Za členství ČR v IRENA odpovídá ministerstvo průmyslu. Roční náklady českého členství činí asi 60 tisíc dolarů.